# 岡山県道203号久世停車場線
岡山県道203号久世停車場線（おかやまけんどう203ごう くせていしゃじょうせん）は、岡山県真庭市を通る一般県道である。

## 概要
JR西日本姫新線 久世駅と国道181号を結ぶ。

### 路線データ
- 起点：岡山県真庭市久世（JR西日本姫新線 久世駅前）
- 終点：岡山県真庭市久世（久世駅前交差点、国道181号交点）
- 総延長：117 m

## 地理

### 通過する自治体
- 真庭市

### 交差する道路
| 交差する道路 | 交差する場所 | 交差する場所          |
| ------------ | ------------ | --------------------- |
| 国道181号    | 久世         | 久世駅前交差点 / 終点 |

### 沿線
- JR西日本姫新線 久世駅